# Магала (разъезд)
Магала — железнодорожный разъезд Ивано-Франковской дирекции Львовской железной дороги на линии Черновцы-Северная — Ларга между станциями Садгора (отстоит на 8 км) и Новоселица (21 км).
Расположена в селе Магала Черновицкой области.
На станции останавливаются только пригородные поезда, следующие от станции Черновцы до конечных станций Ларга и Сокиряны и обратно.